# Puchheim
Puchheim est une ville allemande, située en Bavière, dans l'arrondissement de Fürstenfeldbruck.